# Rog
Rog, äldre namn Nordanrog eller Rogs by är en by belägen i en del av Stora Kopparbergs socken som skjuter in som en kil mellan Bjursås och Svärdsjö socknar norr om Rogsjön. Denna sockendel tillhör Bjursås församling och Bjursås distrikt.
Byn omnämndes första gången 1463 enligt Karl-Erik Forsslund; 1624 enligt Harry Ståhl. SCB avgränsade 2020 bebyggelsen i byn till en småort.
I Rog hade konstnären Einar Norelius sin sommarstuga på en udde mot sjön. Sommarstället bestod av många små hus och han trivdes att måla där. Nu är dessa hus sålda och finns inte i Norelius-släkten längre.

## Äldre gårdar
Bland äldre gårdar kan nämnas:
- Backan

Byns medelpunkt med gamla skolan. På gamla kartor troligen det som framförallt avses med Rog (äldsta kartan 1655). Kallades Rogsgårdarna 1687. 1718 var en del hemman bergsfrälse medan andra var täktekarlshemman.
- Dalkarlsbo

Namngivet på kartan 1655. Bergsfrälse 1718. Namnet anger att här gick gränsen mellan Dalabergslagen och Övre Dalarna.
- Änge

Bergsfrälse 1718.
- Näset

Kallades Samuelstorp 1687. Täktekarlshemman 1718.
- Hälsinggården

Täktekarlshemman 1718. Skall inte förväxlas med Hälsinggården vid Runn, också i Stora Kopparbergs socken.
- Haghedsgården

Bergsfrälse 1718.
- Lurgården

Bergsfrälse 1718. Enligt Harry Ståhl är ånamnet Lurån det ursprungliga namnelementet, som sedan gården namngivits efter. Lur kan då betyda "gå med fart" (dvs. ån) eller "kvarnlave" (efter kvarnplatserna vid ån).
- Övre Källsarvet

Här fanns både bergsfrälse och täktekarlshemman 1718. Namnet kommer enligt Harry Ståhl från mansnamnet Kättil (Kjell).
- Bojons

Täktekarlshemman 1718. Enligt Harry Ståhl utpekar traditionen den förste bebyggaren som kommande från en Bo-gård på Heden (Ovan Varpan). Efterleden är enligt honom genitiv av namnet Jon.
- Gammeltäkten

Täktekarlshemman 1718. Enligt Harry Ståhl berättar traditionen att gården ursprungligen var ett fäbodställe åt prästen i Åls socken. Det skulle alltså ha varit på den tiden då Bjursås var ett annex till Ål.